# Калоцедрус формозский
Калоцедрус формозский (лат. Calocedrus formosana) — вид хвойных вечнозеленых деревьев из рода Калоцедрус семейства Кипарисовые.

## Oписание
В естественных условиях растёт в ущельях и на скалах в сообществе с камфарным лавром на Тайване, деревья достигают 30 м в высоту. Является эндемиком острова Тайвань. Древесина дерева устойчива против гниения, имеет хорошие механические свойства. В посадках весьма декоративен.